# Circondario di Volterra
Il circondario di Volterra era uno dei circondari in cui era suddivisa la provincia di Pisa.

## Storia
Il circondario di Volterra venne istituito nel 1860.
Nel 1925 i comuni di Bibbona, Campiglia Marittima, Castagneto Carducci, Cecina, Piombino, Sassetta e Suvereto furono distaccati dal circondario di Volterra, e costituirono il nuovo circondario di Piombino nella provincia di Livorno.
Il circondario di Volterra venne soppresso nel 1927 come tutti i circondari italiani.

## Geografia antropica

### Suddivisioni amministrative
Nel 1863, la composizione del circondario era la seguente:
- mandamento I di Campiglia Marittima
  - comuni di Campiglia Marittima; Monteverdi; Sassetta; Suvereto
- mandamento II di Castagneto
  - comune di Castagneto
- mandamento III di Guardistallo
  - comuni di Bibbona; Casale di Val di Cecina; Guardistallo; Montescudaio
- mandamento IV di Piombino
  - comune di Piombino
- mandamento V del Pomarance
  - comuni di Castelnuovo di Val di Cecina; Pomarance
- mandamento VI di Volterra
  - comuni di Montecatini di Val di Cecina; Volterra